# ČEZ
ČEZ, a. s. (České energetické závody) je největší výrobce elektřiny v České republice a mateřská společnost Skupiny ČEZ, která sdružuje další desítky společností a působí zejména na trzích střední Evropy. Skupina ČEZ se zabývá především výrobou, distribucí a prodejem energií koncovým zákazníkům. Kromě energií nabízí ale i další služby, jako například mobilní volání. V roce 2014 byl ČEZ druhou největší českou firmou podle tržeb se zhruba 28 tisíci zaměstnanců je druhým největším zaměstnavatelem v ČR.

## Historie
Státní hospodářská organizace České energetické závody, koncern, byla zřízena rozhodnutím federálního ministra paliv a energetiky ČSSR č. 10/76 ze dne 16. prosince 1976 a vznikla k 1. lednu 1977. Státní podnik České energetické závody, koncern, IČO 000291, byl založen zakládací listinou vydanou rozhodnutím č. 12/1988 ministra paliv a energetiky ČSSR z 23. června 1988 a vznikl k 1. červenci 1988. Po schválení privatizačního projektu tohoto státního podniku a převedením jeho majetku na Fond národního majetku vznikla 6. května 1992 akciová společnost ČEZ, IČ 45274649.
V letech 1992–1998 společnost ČEZ realizovala ekologický a rozvojový projekt „vyčištění“ uhelných elektráren. Na odsíření a modernizaci šlo v těchto letech 46 miliard Kč přímých investic a cca 65 miliard Kč souvisejících investic. Povedlo se tak snížit emise oxidu siřičitého o 92 %, pevných částic popílku o 95 %, oxidů dusíku o 50 % a oxidu uhelnatého o 77 %. V roce 2003 byl položen základ dnešní podoby Skupiny ČEZ, kdy se energetická společnost ČEZ spojila s distribučními společnostmi.
V roce 2006 byly do skupiny ČEZ začleněny SD, a.s. (Severočeské doly). Od roku 2004 probíhá se svolením majoritního akcionáře (stát ČR) akviziční politika Skupiny ČEZ. První zahraniční akvizicí byl nákup 67% podílu ve třech distribučních společnostech v Bulharsku v červenci 2004. Následovalo rozšíření působení do dalších zemí střední a jihovýchodní Evropy a do Turecka. Podíl zahraničních aktiv na celkových aktivech Skupiny ČEZ v roce 2014 představoval 19 %.
V roce 2007 byl dokončen projekt integrace Skupiny ČEZ v ČR, zaveden jednotný systém řízení a začaly se  využívat synergické efekty nového uspořádání akciové společnosti ČEZ i celé Skupiny ČEZ. Od roku 2010 začala energetická skupina ČEZ nabízet koncovým zákazníkům také dodávky zemního plynu.
V roce 2011 vstoupila společnost ČEZ do decentralizované energetiky. Jeden z jejích strategických pilířů tvoří nově investice do kogenerací, decentralizované výroby elektřiny a tepla, elektromobility a inteligentních distribučních sítí. V roce 2013 potom rozšířila své portfolio služeb také o mobilní telefonii.
V roce 2014 byl uveden do provozu paroplynový zdroj v Počeradech o výkonu 838 MWe. Jednalo se o první projekt svého druhu v České republice.
V roce 2015 založila Skupina ČEZ společnost INVEN CAPITAL, venture kapitálový fond Skupiny ČEZ s podporou Evropské investiční banky (EIB). První investicí byl kapitálový vstup do německého výrobce bateriových úložišť Sonnen GmbH.
V roce 2017 zahájil ČEZ provoz nadkritického uhelného bloku v Elektrárně Ledvice. Nový blok o výkonu 660 MW vyrostl na místě bývalé administrativní budovy. Kotelna je vysoká 145 metrů a jedná se o nejvyšší budovu na území ČR. Ve výstavbě byla od roku 2009, její spuštění se dlouhou dobu odkládalo, protože stejně jako u podobného zdroje v Německu se objevily problémy s ocelí použitou na membránové stěny kotle.[zdroj?]
Na konci druhé dekády se společnost začala postupně zbavovat některých svých zahraničních aktiv. Prodeje proběhly v souladu s novou strategií ČEZ schválenou v roce 2019, která počítala s postupným prodejem aktiv v Bulharsku, Rumunsku, Turecku a Polsku. Výjimku tvořily firmy zaměřené na moderní energetické služby (ESCO), které chtěl ČEZ rozvíjet doma i v zahraničí.
V květnu 2021 se ČEZ rozhodl zrychlit přechod k budoucí bezemisní energetice. Představil akcelerovanou strategii nazvanou Čistá energie zítřka, jejímiž hlavními prioritami jsou přeměna výrobního portfolia na nízkoemisní již do roku 2030 a uhlíková neutralita do roku 2050. ČEZ v rámci přechodu na čisté zdroje energie a útlumu uhlí plánuje do roku 2030 vybudovat obnovitelné zdroje o výkonu 6000 MW, jednat by se mělo převážně o fotovoltaické elektrárny. Součástí portfolia zdrojů zůstanou také jaderné elektrárny, v plánu je i nadále stavba nového jaderného bloku v Dukovanech.
V roce 2023 žádá ČEZ po ruském Gazpromu přes jednu miliardu Kč za nedodaný plyn v souvislosti s ruskou invazí na Ukrajinu v únoru 2022.

## Strategie společnosti
Platná strategie byla definována v roce 2019 ve vazbě na aktualizovanou koncepci podnikatelské činnosti společnosti. V květnu 2021 Skupina ČEZ v rámci své akcelerované strategie VIZE 2030 – Čistá Energie Zítřka definovala strategické cíle do roku 2030 zohledňující dekarbonizační vizi EU a stanovila si konkrétní ambice v oblasti společenské odpovědnosti a udržitelného rozvoje s cílem maximalizovat hodnotu pro akcionáře. Hlavní strategické cíle a závazky jsou definované v rámci jednotlivých strategických priorit včetně cílů v oblasti ESG.

## Vlastnická struktura (31. 12. 2023)
- Ministerstvo financí ČR – 69,8 %
- ČEZ, a. s. – 0,2 %
- Ostatní právnické osoby – 17 %
- Fyzické osoby – 13 %

Celková výše základního kapitálu ČEZ, a. s., zapsaná v obchodním rejstříku činila k 30. 6. 2022 celkem 53 798 975 900 Kč. Skládal se z 537 989 759 ks akcií ČEZ, a.s., ISIN CZ0005112300 o nominální hodnotě 100 Kč zaknihovaných v českém Centrálním depozitáři cenných papírů.
Akcie ČEZ se od 15. 6. 1993 obchodují na pražské burze a tvoří jeden z pilířů Indexu PX. ČEZ je nejvíce obchodovanou akcií na BCPP. Akcie společnosti jsou přijaty k obchodování také na Burze cenných papírů ve Varšavě v Polské republice a jsou neomezeně převoditelné.

## Příjmy státu z ČEZ
Český stát je jakožto většinový vlastník energetické skupiny ČEZ významným příjemcem finančních prostředků z jeho podnikatelské činnosti.
Od roku 1992 do roku 2021 získala Česká republika finanční prostředky ve výši 771 mld. Kč, z toho:
- 510 mld. Kč na daních
- 209 mld. Kč na dividendách
- 10 mld. Kč na darech
- 42 mld. Kč za emisní povolenky[zdroj?]

## Státní regulační a dohledové úřady
ČEZ z velké části naplňuje energetickou koncepci stanovenou vládou České republiky. Kontrolu nad energetickými společnostmi v České republice provádí Energetický regulační úřad. Na bezpečnost provozu jaderných elektráren dohlíží Státní úřad pro jadernou bezpečnost.
ČEZ mimo jiné vlastní Ústav jaderného výzkumu Řež, který sídlí v obci Husinec-Řež a již od roku 1955 provádí aplikovaný výzkum a inženýrskou činnost a usiluje o převedení výzkumných a vývojových projektů do praxe.

## Elektrárny v Česku

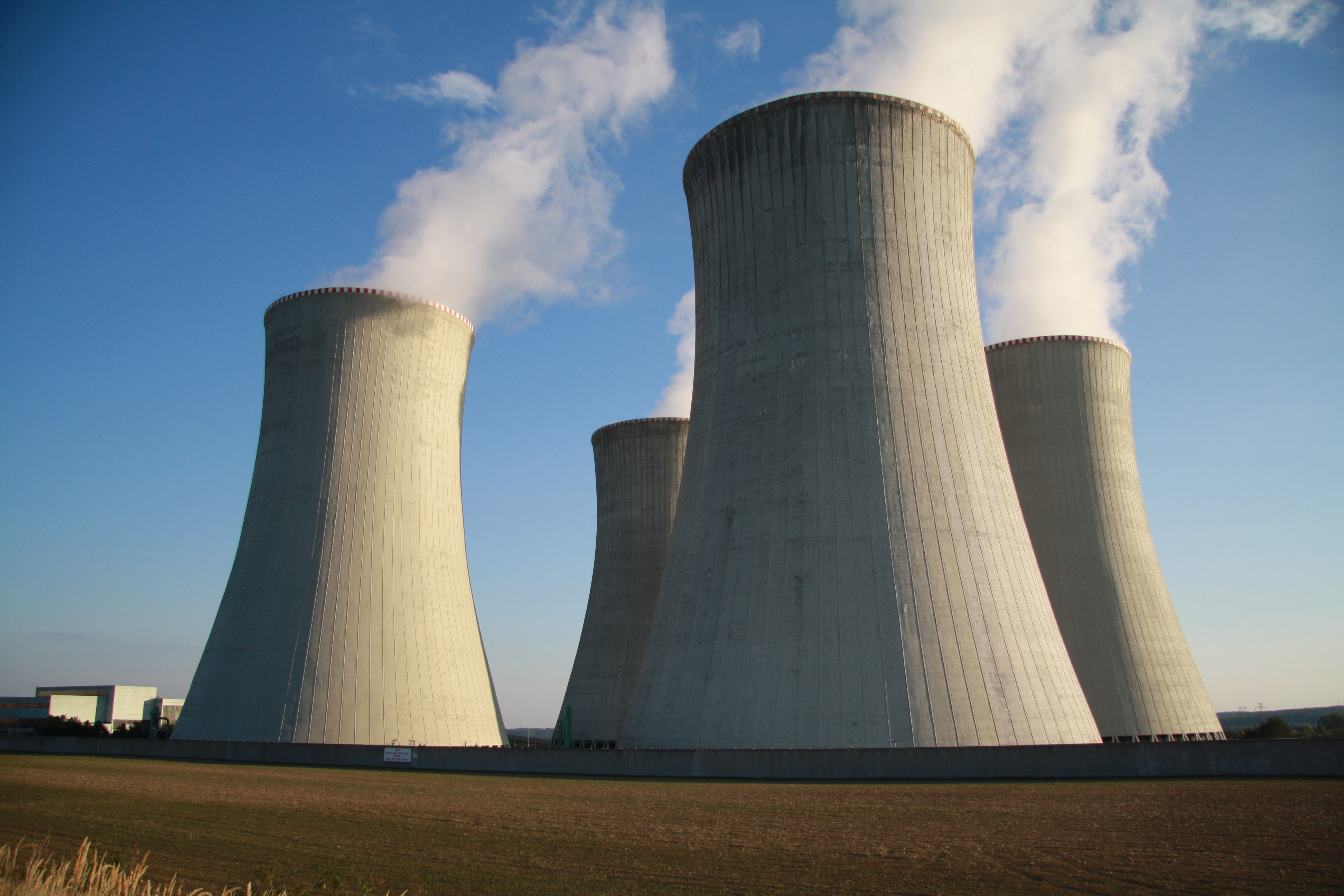
Jaderná elektrárna Dukovany

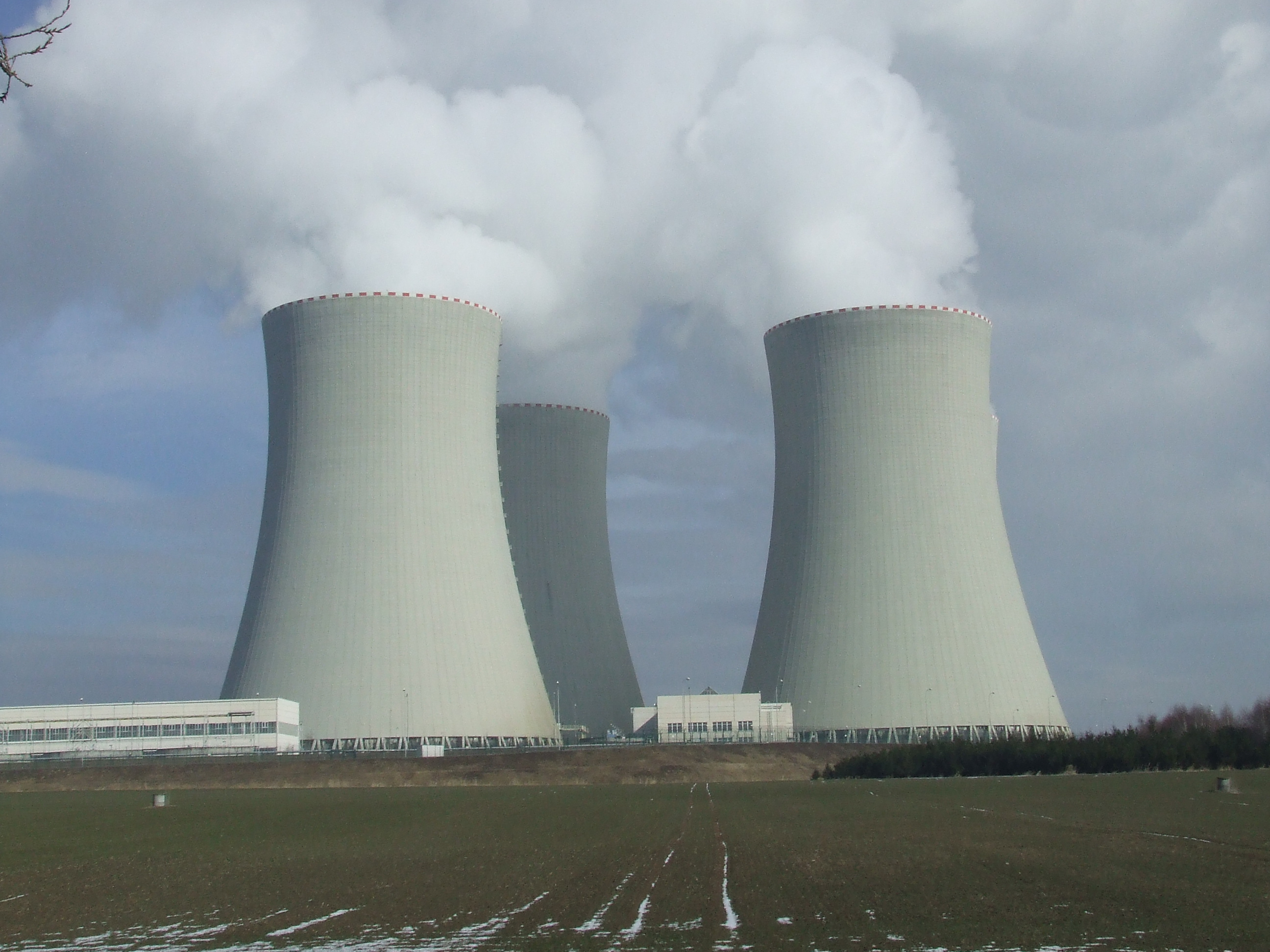
Jaderná elektrárna Temelín

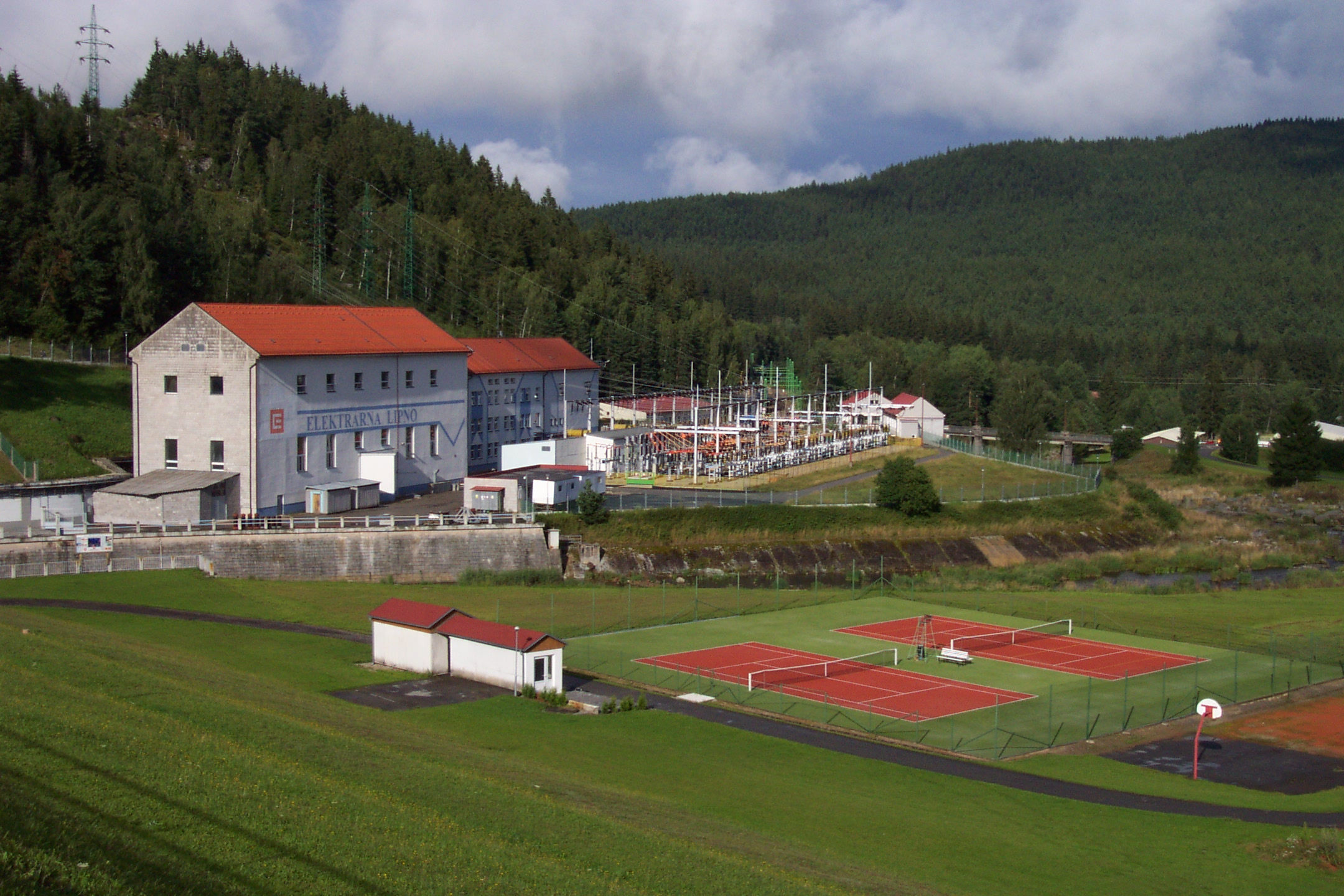
Vodní elektrárna Lipno

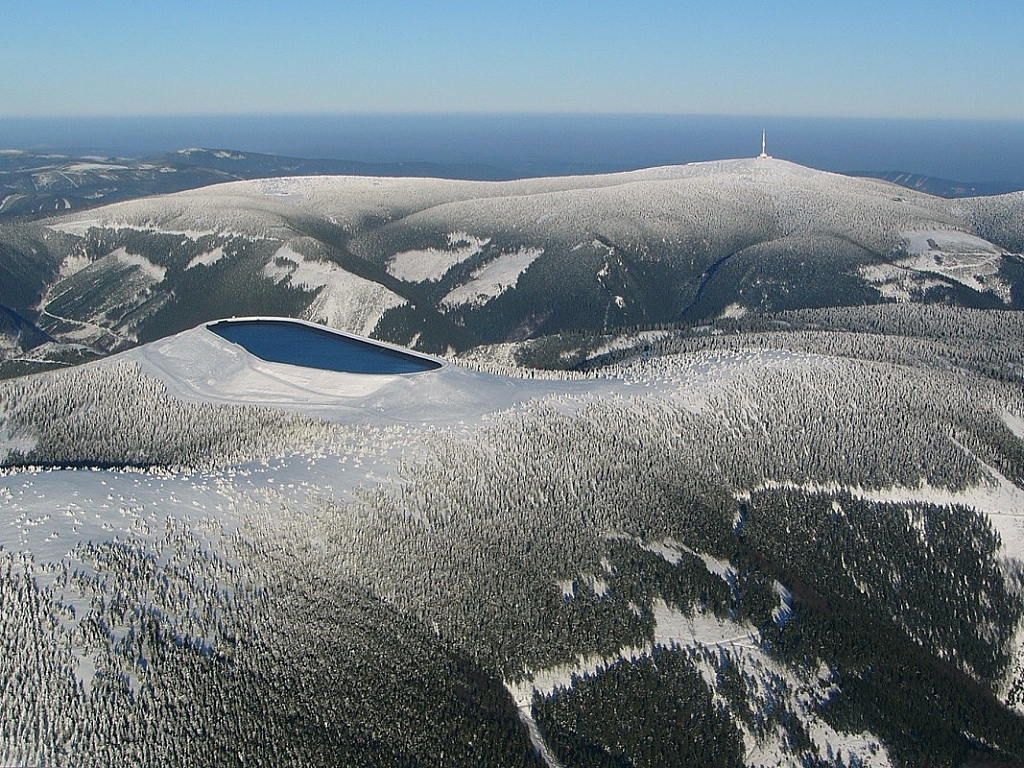
Přečerpávací elektrárna Dlouhé stráně

Elektrárny, které provozuje ČEZ v České republice.

### Jaderné
- Dukovany
- Temelín

### Uhelné
- Dětmarovice
- Hodonín
- Ledvice
- Mělník
- Počerady
- Poříčí
- Prunéřov II
- Trmice
- Tušimice II

### Vodní
- Přečerpávací vodní elektrárna Dalešice mezi vodní nádrží Dalešice a vodní nádrží Mohelno
- Přečerpávací vodní elektrárna Dlouhé stráně
  - přečerpávací vodní elektrárna Dlouhé stráně I
  - malá vodní elektrárna Dlouhé stráně II
- Malá vodní elektrárna Hněvkovice u vodní nádrže Hněvkovice
- Vodní elektrárna Kamýk u vodní nádrže Kamýk
- Malá vodní elektrárna Kořensko u vodní nádrže Kořensko
  - malá vodní elektrárna Kořensko I
  - malá vodní elektrárna Kořensko II
- Vodní elektrárna Lipno u vodní nádrže Lipno
  - vodní elektrárna Lipno I
  - malá vodní elektrárna Lipno II
- Vodní elektrárna Mohelno u vodní nádrže Mohelno
- Vodní elektrárna Orlík u vodní nádrže Orlík
- Vodní elektrárna Slapy u vodní nádrže Slapy
- Vodní elektrárna Štěchovice u vodní nádrže Štěchovice
  - vodní elektrárna Štěchovice I
  - přečerpávací vodní elektrárna Štěchovice II
- Vodní elektrárna Vrané u vodní nádrže Vrané
- Malá vodní elektrárna Želina u Kadaně, poblíž elektrárny Tušimice

### Větrné
- Větrné elektrárny Věžnice
- Větrné elektrárny Janov

### Fotovoltaické
- Fotovoltaická elektrárna Bežerovice
- Fotovoltaická elektrárna Buštěhrad
- Fotovoltaická elektrárna Čekanice
- Fotovoltaická elektrárna Dukovany
- Fotovoltaická elektrárna Hrušovany
- Fotovoltaická elektrárna Chýnov
- Fotovoltaická elektrárna Přelouč
- Fotovoltaická elektrárna Žabčice
- Fotovoltaická elektrárna Mimoň
- Fotovoltaická elektrárna Pánov
- Fotovoltaická elektrárna Ralsko
- Fotovoltaická elektrárna Ševětín
- Fotovoltaická elektrárna Vranovská Ves

## Investice v zahraničí
Zahraniční expanzi zahájila Skupina ČEZ v lednu 2005. V poslední době se Skupina ČEZ v zahraničí zaměřuje zejména na obnovitelné zdroje, a to hlavně v oblasti větrných a vodních elektráren.

### Albánie
V červnu roku 2009 se stal ČEZ majitelem 76% podílu v jediné albánské distribuční společnosti OSSH. Společnost přejmenoval na CEZ Shpërndarje a začlenil do své nadnárodní skupiny firem. Následoval spor české firmy s albánskou vládou poté, co místní regulátor odebral distributorovi CEZ Shpërndarje licenci, proti čemuž se ČEZ bránil prostřednictvím mezinárodní arbitráže. V roce 2014 obě strany uzavřely dohodu o narovnání, která českému podniku zaručila kompenzaci 100 mil. EUR, což odpovídá počáteční investici ČEZ.[zdroj?]

### Bulharsko
V lednu 2005 Skupina ČEZ po úspěchu v privatizačním tendru převzala většinové podíly ve třech bulharských distribučních společnostech (Elektrorazpredelenie Sofia Oblast AD, Elektrorazpredelenie Pleven AD a Elektrorazpredelenie Stolichno AD).
V roce 2017 začal divestiční proces v Bulharsku prodejem odstavené uhelné elektrárny Varna, který byl završen prodejem celkem 7 distribučních a prodejních společností v roce 2021.  

### Francie
Od roku 2017 ČEZ provozuje některé farmy větrných elektráren ve Francii.

### Maďarsko
Koncem roku 2007 ČEZ podepsal dohodu o založení společného podniku s maďarskou společností MOL. Nový podnik se zaměří na výrobu elektřiny v plynových elektrárnách v Maďarsku, Slovensku, Slovinsku a Chorvatsku. Součástí transakce byla i ujednání o tom, že dceřiná společnost ČEZ, CEZ MH B.V., koupí zhruba 7,5% podíl ve společnosti MOL a tento podíl bude držet. Poté, co se ČEZ a MOL dohodly, že v důsledku změn na energetických trzích (ztrátová výroba elektřiny v plynových elektrárnách) nebude výstavba plynových elektráren realizována, ztratily akcie MOL pro ČEZ strategický význam, v roce 2017 proto ČEZ zahájil proces prodeje akcií MOL.

### Německo
Severočeské doly, které patří energetické Skupině ČEZ, a finanční skupina J&T koupily v roce 2008 za 404 milionů eur saskou hnědouhelnou těžební firmu Mibrag. V roce 2011 ČEZ svůj 50% podíl v Mibragu prodal druhému spoluvlastníkovi, kterým se mezitím stal Energetický a průmyslový holding (EPH).
Další významnou akvizicí Skupiny ČEZ byl vstup do německého výrobce baterií sonnenbatterie. Skupina ČEZ do této německé společnosti investovala v červenci 2015 prostřednictvím dceřiné společnosti Inven Capital (dále investovala do Woltair v ČR) a získala kromě vlastnického podílu také možnost podílet se na strategických rozhodnutích firmy. Tržby společnosti Sonnenbatterie se každoročně více než zdvojnásobují a je tak přímou konkurencí bateriových systémů společnosti Tesla. Investiční kapitálový fond Inven Capital skupiny ČEZ za šest let od první akvizice (do roku 2021) prověřil na 2400 příležitostí z celé Evropy. Uskutečnil čtrnáct akvizic včetně dvou českých. Celkově proinvestoval zhruba 3,4 miliardy korun. Podíly ve dvou společnostech, zmíněné sonnen a Cyber-X, prodal globálním hráčům, Microsoftu a Shellu.
Od roku 2016 ČEZ provozuje některé farmy větrných elektráren v Německu.

### Polsko
V roce 2006 získal ČEZ většinové podíly v černouhelných elektrárnách Elektrownia Skawina a Elektrocieplownia Elcho. Oba zdroje se nacházejí v Polsku nedaleko od českých hranic.
V prosinci roku 2011 ČEZ koupil 67% podíl ve společnosti Eco-Wind Construction S.A., což je developer větrných parků v Polsku.
Od roku 2020 se ČEZ snaží prodat  pět polských firem. Kromě Skawiny a Chorzówa včetně projektu Chorzów II zvažoval ČEZ prodat i firmy CEZ Produkty Energetyczne Polska a CEZ Polska. Zájem projevilo 14 potenciálních investorů, k prodeji ale nakonec nedošlo. Na podzim roku 2021 skupina prodej zastavila s odůvodněním, že nabízené ceny nebyly dostatečně ekonomicky atraktivní.

### Rumunsko
V roce 2005 koupil ČEZ od rumunské vlády většinový podíl v distribuční společnosti Electrica Oltenia S.A. V roce 2007 byl ČEZ vybrán jako jeden z partnerů v projektu výstavby a provozu 3. a 4. bloku rumunské jaderné elektrárny Černavoda. V roce 2011 ČEZ svůj podíl v projektu dostavby jaderné elektrárny prodal jeho majoritnímu vlastníkovi, společnosti Societatea Nationala Nuclearelectrica S.A.
ČEZ investoval v Rumunsku více než jednu miliardu eur do výstavby dvou větrných farem Fantanele a Cogealac o celkovém výkonu 600 MW. První z celkového počtu 240 větrných turbín byla spuštěna v červnu 2010, poslední byla k síti připojena v říjnu 2012. V té době šlo o největší projekt svého druhu v Evropě.
V Rumunsku zahájila Skupina ČEZ divestiční proces v roce 2019 a završila jej v roce 2021 prodejem celkem sedmi rumunských společností do rukou fondů spravovaných Macquarie Infrastructure and Real Assets (MIRA). Součástí prodeje byly i obří větrné parky Fantanele a Cogealac. ČEZ si v Rumunsku ponechal pouze společnost High-Tech Clima zabývající se aktivitami v ESCO službách a tradingovou (obchodní) firmu CEZ Trade Romania.

### Slovensko
Koncem května 2009 byla podepsána dohoda, na základě které se ČEZ stal oficiálním partnerem výstavby nového bloku slovenské jaderné elektrárny Jaslovské Bohunice.  Ve společném podniku JESS se slovenskou firmou JAVYS drží ČEZ 49 % prostřednictvím své dceřiné společnosti ČEZ Bohunice.

### Srbsko
V květnu roku 2007 podepsal ČEZ dohodu s energetickou společností Republiky srbské (ERS) o založení společného podniku. [zdroj?]

### Turecko
V květnu roku 2009 ČEZ dokončil nákup poloviny majoritního podílu v turecké firmě Akenerji. Partneři Akkök Group a ČEZ tak společně ve firmě drží téměř 75% podíl. Tyto firmy v Turecku podnikají prostřednictvím společného podniku Akcez. 
ČEZ se od roku 2021 snaží v Turecku zbavit  svých aktiv , kde vlastní společně s tureckými partnery firmu Akcez Enerji, která má podíl v distribuční a prodejní společnosti. Kromě toho má ČEZ téměř 37,4procentní podíl ve firmě Akenerji Elektrik Üretim, která provozuje několik vodních elektráren, větrný park Ayyildiz a paroplynovou elektrárnu Egemer.

## Společensky odpovědná společnost
Při svém podnikání se Skupina ČEZ řídí přísnými etickými standardy zahrnujícími odpovědné chování k zaměstnancům, společnosti a životnímu prostředí. V rámci své podnikatelské činnosti se hlásí k principům trvale udržitelného rozvoje s důrazem na oblast ESG (Environmental, Social, Governance), která je integrální součástí řízení. Skupina ČEZ podporuje energetickou úspornost, prosazuje nové technologie, vytváří prostředí pro profesní růst zaměstnanců i rovné příležitosti a zaměřuje se na investice do moderních technologií, vědy a výzkumu. Nedílnou součástí společenské odpovědnosti je dárcovství: Nadace ČEZ již od roku 2002 patří k největším firemním nadacím v České republice. Firemní kultura je orientována na bezpečnost, stálé zvyšování vnitřní efektivity a podporu inovací v zájmu růstu hodnoty Skupiny ČEZ.
Za šest let své existence snížil ČEZ svou emisní intenzitu z 0,78 t CO2e/MWh na 0,29 CO2e/MWh. Emise CO2 se do roku 2021 snížily na úroveň 50 % oproti roku 1992, emise NOX klesly na 11 % a emise SO2 klesly na 1 % v porovnání s rokem 1992.

## Kritika společnosti
Od roku 2005 je ČEZ každoročně nejziskovější českou společností. V minulosti kritici upozorňovali na monopolní postavení ČEZ ve výrobě elektřiny. Vysoká cena elektrické energie se prostřednictvím dividend stala příjmem státního rozpočtu a tedy vlastně jakousi formou skryté daně. Od roku 2007 už se ale v ČR obchoduje silová elektřina na burze PXE, její cenu tak určuje trh.[zdroj?]
Mezi kritiky společnosti ČEZ patří zejména ekologické organizace a také Strana zelených. Nesouhlasí s tím, že stát firmě prodal většinu distribučních společností a některé severočeské firmy těžící hnědé uhlí. Argumentují, že tak byla potlačena svobodná soutěž na energetickém trhu. Kritika rovněž směřuje k malé podpoře údajně ekologičtějších zdrojů energie a upřednostňování výroby z neobnovitelných zdrojů – jádra a fosilních paliv. V neposlední řadě kritici poukazovali na nízkou účinnost tepelných elektráren provozovaných společností ČEZ, která je však výrazně zvyšována díky nákladnému Programu obnovy uhelných zdrojů Skupiny ČEZ, jehož realizační fáze se chýlí ke konci. V rámci něj došlo jednak k odstavení či komplexní obnově starých bloků a výstavbě nového moderního nadkritického 660MW bloku v Ledvicích s účinností 47 %. Aktivisté z Greenpeace přesto kritizují modernizaci jako nedostatečnou.[zdroj?]
Odpůrci společnosti také kritizují na evropské poměry mírné limity, které společnosti ČEZ stanovila vláda a parlament v případě havárie jaderného zařízení. Pokud by došlo k havárii jaderné elektrárny, ČEZ podle tzv. atomového zákona ručí za škody jen do výše 6 miliard Kč. Sama společnost by ze smluvního pojištění získala okolo 35 miliard odškodného.[zdroj?]

### Kauza zaměstnanců ČEZ Měření
Policejní Útvar pro odhalování organizovaného zločinu (ÚOOZ) počátkem listopadu 2008 obvinil 32 zaměstnanců ČEZ Měření s.r.o. z vydírání. Podle policie vstupovali obvinění na pozemky odběratelů elektřiny bez povolení a nutili je k zaplacení vysokých částek za tzv. černý odběr. Mluvčí firmy ČEZ pro ČTK uvedl, že společnosti za svými zaměstnanci stojí. V únoru 2010 ÚOOZ podalo návrh obžaloby 26 zaměstnanců firmy ČEZ Měření, které policie obvinila z vydírání odběratelů elektřiny ve 48 případech.[zdroj?]
V březnu 2010 státní zástupce oznámil, že navrhuje obžalovat 13 kontrolorů společnosti ČEZ z útisku, u ostatních stíhání zastavil. O obžalobě rozhodovalo Okresní státní zastupitelství v Olomouci. Okresní soud v Olomouci stíhání zastavil, když se podle jeho názoru trestný čin nestal, což poté potvrdila i olomoucká pobočka Krajského soudu v Ostravě. Nejvyšší státní zástupce Pavel Zeman následně podal dovolání k Nejvyššímu soudu, které však soud v červenci 2012 odmítl a potvrdil rozhodnutí nižších soudů.[zdroj?]
Pro ČEZ příznivě ale vyznívá stanovisko Státní energetické inspekce, která na podnět Energetického regulačního úřadu prověřila kontroly společnosti ČEZ Distribuce a postup ČEZ v případě 94 odběratelů. Dospěla k závěru, že firma nepřekročila oprávnění, která má podle energetického zákona.[zdroj?]

### Spotřebitelské žaloby
Sdružení proti nemravným cenám elektrické energie (Sponel) podalo 12. března 2009 první spotřebitelskou žalobu na firmu ČEZ, která má podle žalobců „zamezit protizákonnému jednání ČEZu v oblasti odpojování elektroměrů domácností a malých podniků, následnému stanovování škody a připojování k elektřině“. Sdružení předložilo soudu zhruba 50 případů údajného nezákonného jednání ČEZ a během projednání má být předvoláno asi 300 svědků. Poškozeným měla vzniknout škoda až 20 miliónů korun. V červnu 2010 ale městský soud v Praze žalobu proti Skupině ČEZ zamítl ve všech bodech.[zdroj?]
Současné vedení společnosti ČEZ ve snaze předcházet dalším žalobám vydalo v květnu 2014 Zákaznický kodex ČEZ, který shrnuje rozsah i úroveň služeb, kterou mohou domácnosti a malí podnikatelé při využívání produktů Skupiny ČEZ očekávat.[zdroj?]

### Financování politických stran
Související informace naleznete také v článku Toskánská aféra.
V září 2011 předseda politické strany TOP 09 Karel Schwarzenberg prohlásil, že ČEZ skrytě financoval politické strany v Česku. Toto tvrzení dále podpořil bývalý ředitel české rozvědky a exministr vnitra František Bublan. Martin Roman, který společnost ČEZ vedl od roku 2004 do roku 2011, ke spekulacím o jeho vlivu na politiku a skrytém financování politických stran pro časopis Týden uvedl: „Jestli mám nějaký vliv, tak jen v tom, že se lidé příležitostně zajímají o mé názory. Nevím, jak a z jakých peněz bych mohl někoho financovat.“ Současné vedení společnosti si naopak zakládá na tom, že je prodlouženou rukou plnící energetickou koncepci jeho akcionáře – českého státu[zdroj?]